# Gueto de Roma

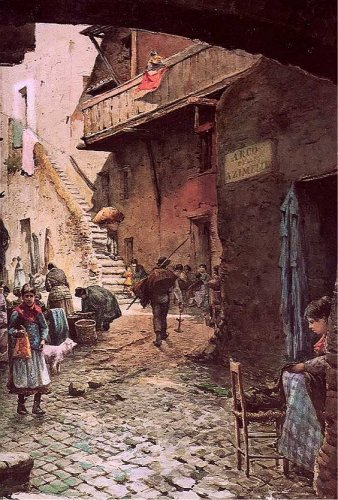
Gueto desaparecido: Arco delle Azimelle en una acuarela de Ettore Roesler Franz (h. 1880). Las Azimelle eran panes ácimos judíos, que se producían en una panadería de este callejón.

El gueto judío de Roma estaba ubicado en el rione Sant'Angelo de Roma (Italia), en la zona rodeada por las actuales Via Arenula, Via dei Falegnami, Via de' Funari, Via della Tribuna di Campitelli, Via del Pórtico d'Ottavia y Lungotevere de' Cenci, cerca del Tíber y del Teatro de Marcelo. El gueto estaba unido con la isla del Tíber a través del Ponte Fabricio.
La bula papal Cum nimis absurdum, promulgada por el papa Pablo IV en 1555, segregó a los judíos, quienes habían vivido libremente en Roma desde la Antigüedad, en un barrio amurallado con tres puertas que se cerraban por la noche, y los sometió a varias restricciones en sus libertades personales como límites en las profesiones que se les permitía desempeñar y sermones católicos obligatorios durante el shabat judío. Para los judíos cuyas familias vivían en Roma desde tiempos inmemoriales fue un golpe demoledor. Al principio no imaginaban que esta segregación duraría siglos, pero la ampliación del gueto en 1589 les hizo ver que ese «limbo social y espacial» continuaría en el largo plazo.
Este gueto tenía dos objetivos: proteger a los cristianos de una asociación demasiado íntima con personas de diferente religión, y proteger a los judíos de las muchedumbres que los atacaban. El gueto fue bienvenido por algunos judíos porque protegía a la pequeña comunidad de la sangría que debía seguir de la asimilación a la mayoría y permitía que las especiales costumbres religiosas se cumplieran sin interferencias. Durante tres o cuatro décadas del siglo XIX esto no era un punto negro exclusivo del gobierno papal: en Viena, Praga, Venecia y más al este, en Rusia y Polonia, el trato que se les daba podía ser peor.
En 1798, durante la República Romana, el gueto quedó legalmente abolido, y el árbol de la Libertad se plantó en la plaza delle Scole, pero fue reinstaurado tan pronto como el Papado recuperó el control. En 1848, durante la breve revolución, el gueto fue abolido de nuevo temporalmente. Los judíos tenían que pedir anualmente permiso para vivir allí, y se les incapacitó para ser titulares de cualquier propiedad, incluso en el gueto. Pagaban un impuesto anual por el privilegio; la formalidad y el impuesto sobrevivieron hasta 1850. 
Tenían que jurar cada año lealtad al papa junto al Arco de Tito, que conmemora el saqueo de Jerusalén por los romanos.

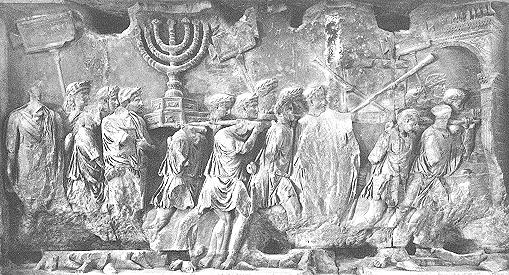
Detalle del Arco de Tito mostrando los despojos del saqueo de Jerusalén.

La exigencia de que los judíos vivieran dentro del gueto se abolió cuando los restos de los Estados Pontificios fueron derrotados el 20 de septiembre de 1870. La ciudad de Roma fue capaz de demoler los muros del gueto en 1888 y demolerlo casi completamente, antes de que la zona se reconstruyera alrededor de la nueva sinagoga. El gueto de Roma fue el último gueto en Europa occidental hasta su posterior reintroducción en la Alemania nazi.
Ahora es «uno de los barrios más encantadores y eclécticos de Roma, (...) restaurantes que sirven algunas de las mejores comidas de la ciudad», como la especialidad judía de alcachofas fritas (Carciofi alla giudìa).